# Elecciones parlamentarias de Portugal de 2009
Las elecciones generales portuguesas de 2009 se celebraron el domingo 27 de septiembre, ortorgando la victoria por mayoría simple al Partido Socialista liderado por José Sócrates. A estas elecciones se presentaron un total de quince partidos políticos de los cuales sólo cinco tienen posibilidades de obtener representación parlamentaria. Fue la duodécima elección legislativa de Portugal desde la aprobación de la Constitución en 1976, el resultado de estas elecciones dará lugar al XVIII Gobierno Constitucional de Portugal.
Pese a que debieran haberse celebrado antes del 20 de marzo de 2009, por acuerdo de los principales partidos políticos representados en la Asamblea de la República, y con el visto bueno del jefe del Estado, Aníbal Cavaco Silva, las elecciones fueron aplazadas más de seis meses, hasta el 27 de septiembre de 2009. En las elecciones, el PS volvió a ganar, pero perdió la mayoría absoluta de que disfrutaba. El PS tuvo que pactar con el Bloque de Izquierdas y con el Partido Comunista de Portugal para que José Sócrates repitiese como presidente del Gobierno.

## Campaña electoral
La fecha de las elecciones fue anunciada por el Presidente de Portugal, Aníbal Cavaco Silva, el 27 de julio de 2009. La campaña electoral tuvo lugar entre el 12 y el 25 de septiembre. Las encuestas dieron siempre una mayoría simple al Partido Socialista, mientras que el Partido Socialdemócrata estuvo situado en segunda posición. El tema principal de campaña fue la economía, aunque también surgieron temas relacionados con el gasto en infraestructuras, la relación con España o el matrimonio entre personas del mismo sexo. La lucha soterrada entre partidos también tuvo su hueco en esta campaña al utilizarse por parte de los dos principales partidos temas de supuesta corrupción y escuchas ilegales como arma arrojadiza.

## Candidatos
Quince partidos se presentaron a las legislativas portuguesas de 2009.
- Bloco de Esquerda (BE) - Francisco Louçã.
- Centro Democrático Social-Partido Popular (CDS-PP) - Paulo Portas.
- Coalición Democrática Unitaria (CDU - PCP+PEV) - Jerónimo de Sousa.
- FEH - Frente Ecología e Humanismo (MPT-P.H.) - Pedro Quartim Graça.
- Movimento Esperança Portugal - Rui Marques.
- Movimento Mérito e Sociedade (MMS) - Eduardo Correia.
- Nova Democracia (PND) - Manuel Monteiro.
- Partido Comunista de los Trabajadores Portugueses / Movimiento Reorganizativo del Partido del Proletariado (PCTP/MRPP) - António García Pereira.
- Partido Nacional Renovador (PNR) - José Pinto Coelho.
- Partido Operário de Unidade Socialista (POUS) - Carmelinda Pereira.
- Partido Popular Monárquico (PPM) - Nuno da Câmara Pereira.
- Partido Socialdemócrata (PPD/PSD) - Manuela Ferreira Leite.
- Partido Socialista (PS) - José Sócrates.
- Partido Trabalhista Português (PTP) - Amândio Madaleno.
- Portugal pro Vida (PPV) - Luís Botelho Ribeiro.

## Sondeos
| Fecha del sondeo            | Instituto                                                                                                  | PS    | PSD   | CDU   | BE    | CDS-PP |
| --------------------------- | --- | ----- | ----- | ----- | ----- | ------ |
| Elecciones de 2005          | — | 45.0% | 28.8% | 7.6%  | 6.4%  | 7.3%   |
| Marzo de 2005               | Marktest                                                                                                   | 52%   | 26%   | 7%    | 7%    | 5%     |
| Junio de 2005               | Marktest                                                                                                   | 46%   | 28%   | 11%   | 7%    | 4%     |
| Junio de 2005               | Universidade Catolica                                                                                      | 42%   | 31%   | 11%   | 8%    | 3%     |
| Septiembre de 2006          | Marktest                                                                                                   | 46%   | 30%   | 11%   | 8%    | 2%     |
| Octubre de 2006             | Marktest                                                                                                   | 42%   | 30%   | 11%   | 10%   | 4%     |
| Enero de 2007               | | 43%   | 28%   | 9%    | 8%    | 8%     |
| Junio de 2007               | Marktest                                                                                                   | 40%   | 29%   | 10%   | 9%    | 7%     |
| Julio de 2007               | Marktest                                                                                                   | 44%   | 29%   | 8%    | 9%    | 6%     |
| Octubre de 2007             | Marktest                                                                                                   | 37%   | 36%   | 12%   | 8%    | 3%     |
| Noviembre de 2007           | Marktest                                                                                                   | 44%   | 32%   | 9%    | 7%    | 5%     |
| Enero de 2008               | Marktest                                                                                                   | 38%   | 34%   | 10%   | 7%    | 6%     |
| Febrero de 2008             | Marktest                                                                                                   | 36.1% | 33.4% | 12.8% | 8.0%  | 5.6%   |
| Marzo de 2008               | Marktest                                                                                                   | 37.8% | 31.9% | 12.1% | 10.4% | 4.0%   |
| Abril de 2008               | Marktest                                                                                                   | 38.0% | 31.5% | 10.8% | 11.5% | 4.3%   |
| Mayo de 2008                | Marktest                                                                                                   | 33.0% | 32.0% | 12.8% | 11.3% | 6.7%   |
| Junio de 2008               | Marktest                                                                                                   | 35.2% | 30.8% | 11.1% | 12.3% | 6.7%   |
| Julio de 2008               | Marktest                                                                                                   | 36.7% | 32.7% | 10.0% | 11.4% | 5.1%   |
| Septiembre de 2008          | Marktest                                                                                                   | 36.1% | 29.3% | 12.6% | 10.9% | 7.1%   |
| Octubre de 2008             | Marktest                                                                                                   | 39.8% | 28.7% | 10.0% | 11.4% | 6.4%   |
| Noviembre de 2008           | 40.1% | 26.4% | 10.0% | 13.1% | 6.2%  |        |
| Diciembre de 2008           | | 39.9% | 25.7% | 11.0% | 11.6% | 8.0%   |
| Enero de 2009               | | 39.6% | 24.9% | 11.9% | 10.1% | 9.7%   |
| Febrero de 2009             | Marktest                                                                                                   | 38.2% | 28.8% | 10.6% | 14.0% | 4.1%   |
| Marzo de 2009               | Marktest                                                                                                   | 36.7% | 28.4% | 8.9%  | 12.6% | 9.4%   |
| Abril de 2009               | Marktest                                                                                                   | 36.2% | 26.4% | 11.2% | 13.6% | 8.3%   |
| Mayo de 2009                | Marktest                                                                                                   | 36.3% | 28.3% | 9.4%  | 14.7% | 7.1%   |
| Junio de 2009               | Marktest                                                                                                   | 34.5% | 35.8% | 7.7%  | 11.4% | 4.4%   |
| Junio de 2009               | Eurosondagem                                                                                               | 35.1% | 33.0% | 9.7%  | 9.6%  | 7.4%   |
| Julio de 2009               | Marktest                                                                                                   | 35.5% | 34.2% | 7.4%  | 14.3% | 4.4%   |
| Julio de 2009               | Aximage (enlace roto disponible en Internet Archive; véase el historial, la primera versión y la última).  | 30.5% | 30.3% | 9.5%  | 13.3% | 6.1%   |
| Julio de 2009               | Eurosondagem                                                                                               | 33.0% | 31.1% | 9.4%  | 10.0% | 8.5%   |
| 1-4 de septiembre de 2009   | Aximage (enlace roto disponible en Internet Archive; véase el historial, la primera versión y la última).  | 34.5% | 28.9% | 7.8%  | 10.4% | 8.1%   |
| 4-7 de septiembre de 2009   | Marktest (enlace roto disponible en Internet Archive; véase el historial, la primera versión y la última). | 35.3% | 32.4% | 6.9%  | 16.2% | 5.2%   |
| 4-8 de septiembre de 2009   | Universidade Católica                                                                                      | 37%   | 35%   | 8%    | 11%   | 6%     |
| 6-9 de septiembre de 2009   | Eurosondagem                                                                                               | 33.6% | 32.5% | 9.4%  | 9.6%  | 8.0%   |
| 11-14 de septiembre de 2009 | Universidade Católica                                                                                      | 38%   | 32%   | 7%    | 12%   | 7%     |
| 12-15 de septiembre de 2009 | INTERCAMPUS                                                                                                | 32.9% | 29.7% | 9.2%  | 12%   | 7%     |
| 13-16 de septiembre de 2009 | Eurosondagem                                                                                               | 34.9% | 31.6% | 8.4%  | 9.6%  | 8.4%   |
| 14-17 de septiembre de 2009 | Aximage | 36.1% | 29.7% | 7.5%  | 10%   | 7.6%   |
| 17-22 de septiembre de 2009 | Universidade Católica                                                                                      | 38%   | 30%   | 7%    | 11%   | 8%     |
| 18-21 de septiembre de 2009 | Marktest                                                                                                   | 40%   | 31.6% | 7.2%  | 9.2%  | 8.2%   |
| 21-23 de septiembre de 2009 | INTERCAMPUS                                                                                                | 38%   | 29.9% | 8.4%  | 9.4%  | 7.7%   |
| 21-24 de septiembre de 2009 | Aximage | 38.8% | 29.1% | 8.4%  | 10.0% | 8.6%   |

## Resultados
Fuente: Comissão Nacional de Eleições Archivado el 14 de julio de 2014 en Wayback Machine.
- Electorado: 9.519.921
  - 9.352.915 residentes en Portugal
  - 167.006 residentes en el extranjero
- Votantes: 5.681.258 (59,68%)
  - 5.655.784 (60,47%) residentes en Portugal
  - 25.474 (15,25%) residentes en el extranjero
- Abstención: 3.838.663 (40,32%)
- Votos válidos: 5.505.278 (96,90%)
- Votos en blanco: 99.086 (1,74%)
- Votos nulos: 76.894 (1,35%)

| ← Elecciones legislativas de Portugal, 27 de septiembre del 2009 → |                        |           |       |         |     |
| Partido                                                            | Cabeza de lista        | Votos     | %     | Escaños | +/- |
| Partido Socialista (PS)                                            | José Sócrates          | 2.077.238 | 36,56 | 97      | -24 |
| Partido Social Demócrata (PSD)                                     | Manuela Ferreira Leite | 1.653.665 | 29,11 | 81      | +6  |
| Centro Democrático Social-Partido Popular (CDS-PP)                 | Paulo Portas           | 592.778   | 10,43 | 21      | +9  |
| Bloque de Izquierda (BE)                                           | Francisco Louçã        | 557.306   | 9,81  | 16      | +8  |
| Coalición Democrática Unitaria (CDU - PCP+PEV)                     | Jerónimo de Sousa      | 446.279   | 7,86  | 15      | +1  |
| PCTP/MRPP                                                          | António García Pereira | 52.761    | 0,93  | -       | =   |
| Movimiento Esperanza Portugal (MEP)                                | Rui Marques            | 25.949    | 0,46  | -       | -   |
| Partido Nueva Democracia (PND)                                     | Manuel Monteiro        | 21.876    | 0,38  | -       | =   |
| Movimiento Mérito y Sociedad (MMS)                                 | Eduardo Correia        | 16.924    | 0,30  | -       | -   |
| Partido Popular Monárquico (PPM)                                   | Nuno da Câmara Pereira | 15.262    | 0,27  | -       | -   |
| Partido de la Tierra/Partido Humanista (MPT/PH)                    | Pedro Quartim Graça    | 12.405    | 0,22  | -       | -   |
| Partido Nacional Renovador (PNR)                                   | José Pinto Coelho      | 11.503    | 0,20  | -       | =   |
| Portugal Pro Vida (PPV)                                            | Luís Botelho Ribeiro   | 8.461     | 0,15  | -       | -   |
| Partido del Trabajo Portugués (PTP)                                | Amândio Madaleno       | 4.974     | 0,09  | -       | -   |
| Partido de los Trabajadores de la Unidad Socialista (POUS)         | Carmelinda Pereira     | 4.632     | 0,08  | -       | =   |
| Partido de la Tierra (MPT)                                         |                        | 3.265     | 0,06  | -       | -   |

### Candidatos electos por circunscripciones
| Circunscripción                                                      | Partido | Votos   | %      | Diputados | +/- |
| -------------------------------------------------------------------- | ------- | ------- | ------ | --- | --- |
| Açores 5 diputados                                                   | PS      | 37.826  | 39,70% | 3 (Ricardo Manuel de Amaral Rodrigues, Luiz Manuel Fagundes Duarte y Maria Luísa de Jesús Silva Vilhena Roberto Santos) | =   |
| Açores 5 diputados                                                   | PSD     | 34.041  | 35,72% | 2 (João Bosco Mota Amaral y Joaquim Carlos Vasconcelos da Ponte) | =   |
| Aveiro 16 diputados (uno más que en las elecciones de 2005)          | PSD     | 134.842 | 34,56% | 7 (António Fernando Couto dos Santos, Ulisses Manuel Brandao Pereira, Maria Paula da Graca Cardoso, Amadeu Albertino Marques Soares Albergaria, Paulo Cesar Lima Cavaleiro, Carla Maria de Pinho Rodrigues y Luís Filipe Montenegro Cardoso de Morais Esteves) | 1   |
| Aveiro 16 diputados (uno más que en las elecciones de 2005)          | PS      | 131.693 | 33,75% | 6 (Maria de Belém Roseira Martins Coelho Henriques de Pina, Luís Afonso Cerqueira Natividade Candal, Sérgio Paulo Mendes de Sousa Pinto, Rosa Maria da Silva Bastos da Horta Albernaz, Vítor Manuel Brandao de Sousa Fontes y Carlos Filipe de Andrade Neto Brandão) | 2   |
| Aveiro 16 diputados (uno más que en las elecciones de 2005)          | CDS-PP  | 50.663  | 12,98% | 2 (Paulo Sacadura Cabral Portas y Raul Mario Carvalho Camelo Almeida) | 1   |
| Aveiro 16 diputados (uno más que en las elecciones de 2005)          | BE      | 34.975  | 8,96%  | 1 (Pedro Filipe Gomes Soares) | 1   |
| Beja 3 diputados                                                     | PS      | 28.418  | 34,88% | 2 (Luís Antonio Pita Ameixa y Fernando Medina Maciel Almeida Correia) | =   |
| Beja 3 diputados                                                     | CDU     | 23.665  | 29,05% | 1 (José Batista Mestre Soeiro) | =   |
| Braga 19 diputados (uno más que en las elecciones de 2005)           | PS      | 207.518 | 41,73% | 9 (António José Martins Seguro, António Fernandes da Silva Braga, Teresa Maria Neto Venda, Luís Morgado Laranjeiro, Fernando Ribeiro Moniz, Sónia Ermelinda Matos da Silva Fertuzinhos, Laurentino José Monteiro Castro Dias, Ricardo Manuel Ferreira Goncalves y Deolinda Isabel Costa Coutinho) | =   |
| Braga 19 diputados (uno más que en las elecciones de 2005)           | PSD     | 153.178 | 30,80% | 6 (João de Deus Rogado Salvador Pinheiro, Miguel Bento Martins Costa Macedo Silva, Maria Francisca Fernandes de Almeida, Fernando Nuno Fernandes Ribeiro dos Reis, Emídio Guerreiro y Maria Teresa Machado Fernandes) | 1   |
| Braga 19 diputados (uno más que en las elecciones de 2005)           | CDS-PP  | 48.102  | 9,67%  | 2 (Telmo Augusto Gomes de Noronha Correia y Altino Bernardo Lemos Bessa) | 1   |
| Braga 19 diputados (uno más que en las elecciones de 2005)           | BE      | 38.884  | 7,82%  | 1 (Pedro Manuel Bastos Rodrigues Soares) | 1   |
| Braga 19 diputados (uno más que en las elecciones de 2005)           | CDU     | 23.075  | 4,64%  | 1 (Agostinho Nuno de Azevedo Ferreira Lopes) | =   |
| Braganza 3 diputados (uno menos que en las elecciones de 2005)       | PSD     | 34.084  | 40,64% | 2 (José Alberto N. F. Gomes y Adão José F. Silva) | =   |
| Braganza 3 diputados (uno menos que en las elecciones de 2005)       | PS      | 27.654  | 32,97% | 1 (José C. C . Mota De Andrade) | 1   |
| Castelo Branco 4 diputados (uno menos que en las elecciones de 2005) | PS      | 48.105  | 40,98% | 2 (José Sócrates Carvalho Pinto de Sousa y Fernando Pereira Serrasqueiro) | 2   |
| Castelo Branco 4 diputados (uno menos que en las elecciones de 2005) | PSD     | 34.925  | 29,75% | 2 (Carlos Henrique da Costa Neves y Carlos Manuel Faia São Martinho Gomes) | 1   |
| Coímbra 10 diputados                                                 | PS      | 89.855  | 37,99% | 4 (Ana Maria Teodoro Jorge, Victor Manuel Banto Baptista, Horácio Andre Antunes y Maria Antónia M.A. Almeida Santos) | 2   |
| Coímbra 10 diputados                                                 | PSD     | 72.461  | 30,63% | 4 (Paulo Cardoso C. Mota Pinto, Pedro Manuel T.L.A. Saraiva, M.ª do Rosario S. Cardoso Águas y Nuno Miguel P.C.C. Encarnacao) | =   |
| Coímbra 10 diputados                                                 | BE      | 25.514  | 10,79% | 1 (José Manuel M. da Silva Pureza) | 1   |
| Coímbra 10 diputados                                                 | CDS-PP  | 20.706  | 8,75%  | 1 (João Manuel Serpa Oliva) | 1   |
| Évora 3 diputados                                                    | PS      | 32.024  | 35,03% | 1 (José Carlos das Dores Zorrinho) | 1   |
| Évora 3 diputados                                                    | CDU     | 20.411  | 22,33% | 1 (João Guilherme Ramos Rosa de Oliveira) | =   |
| Évora 3 diputados                                                    | PSD     | 17.362  | 18,99% | 1 (Luís Antonio Damasio Capoulas) | 1   |
| Faro 8 diputados                                                     | PS      | 64.205  | 31,86% | 3 (João Barroso Soares, Miguel João Pisoeiro Freitas y Isilda Maria P.S.Varges Gomes) | 3   |
| Faro 8 diputados                                                     | PSD     | 52.728  | 26,16% | 3 (Jorge Claudio Bacelar Gouveia, José Mendes Bota y Antonieta Paulino F.Guerreiro) | 1   |
| Faro 8 diputados                                                     | BE      | 30.888  | 15,33% | 1 (Maria Cecília V. Duarte Honorio) | 1   |
| Faro 8 diputados                                                     | CDS-PP  | 21.611  | 10,72% | 1 (Artur Jose Gomes Rêgo) | 1   |
| Guarda 4 diputados                                                   | PS      | 36.839  | 35,99% | 2 (Francisco José Pereira de Assis Miranda y José Albano Pereira Marques) | =   |
| Guarda 4 diputados                                                   | PSD     | 36.428  | 35,59% | 2 (António Carlos Sousa Gomes da Silva Peixoto y João José Pina Prata) | =   |
| Leiría 10 diputados                                                  | PSD     | 86.195  | 34,92% | 4 (Maria Teresa S. Morais, Fernando Ribeiro Marques, Paulo Jorge F. B. Santos y Maria Conceição F. A. B. J. Pereira) | 1   |
| Leiría 10 diputados                                                  | PS      | 74.294  | 30,10% | 4 (Luís Filipe M. Amado, José Miguel A. F. Medeiros, Maria Odete C. João y João Paulo F. Pedrosa) | =   |
| Leiría 10 diputados                                                  | CDS-PP  | 30.980  | 12,55% | 1 (Maria Da Assunção O.C.M.Graça) | =   |
| Leiría 10 diputados                                                  | BE      | 23.418  | 9,49%  | 1 (Heitor Nuno P. S. Castro) | 1   |
| Lisboa 47 diputados (uno menos que en las elecciones de 2005)        | PS      | 417.561 | 36,35% | 19 (Jaime Jose Matos da Gama, Alberto Bernardes Costa, Inês S-Maurice E. Medeiros V.Almeida, José Eduardo Vera-Cruz Jardim, Vitalino José F. Prova Canas, Maria Celeste L. Silva Correia, Miguel Matos Castanheira V.Almeida, Artur Miguel C. Fonseca M. Coelho, Maria Manuela Almeida C. Augusto, João Miguel M. Santos T. Serrano, Pedro M. Farmhouse Simões Alberto, Maria Manuela Macedo Pinho Melo, António Ramos Preto, José Duarte Piteira S. Cordeiro, Maria Custódia B. Fernandes Costa, Rui José da Costa Pereira, Rui José Prudêncio, Teresa R.Carvalho Almeida Damasio y Marcos Sá Rodrigues)                          | 4   |
| Lisboa 47 diputados (uno menos que en las elecciones de 2005)        | PSD     | 288.343 | 25,10% | 13 (Maria Manuela Dias Ferreira Leite, Luís M. Barros S. Marques Guedes, José Manuel de Matos Correia, Maria José P. Cunha A. Nogueira Pinto, Pedro Augusto Lynce de Faria, Arménio dos Santos, Maria Clara Sá M. R. C. Veríssimo, António A. Delgado Silva Preto, José Manuel Marques Matos Rosa, Maria Helena P. Rosa Lopes Costa, Duarte Rogério M. Ventura Pacheco, António Egrejas Leitão Amaro y Celeste Maria R. G. Santos Amaro) | 1   |
| Lisboa 47 diputados (uno menos que en las elecciones de 2005)        | CDS-PP  | 126.154 | 10,98% | 5 (Teresa M. Figueiredo V. Caeiro, Luís Pedro Russo Mota Soares, João Guilherme N. Prata F. Rebelo, Isabel M. Mousinho A. Galrica Neto y Pedro Manuel Brandão Rodrigues) | 1   |
| Lisboa 47 diputados (uno menos que en las elecciones de 2005)        | BE      | 124.251 | 10,82% | 5 (Francisco Anacleto Louçã, Ana Isabel Drago Lobato, Luís Emídio Lopes M. Fazenda, Helena Maria Moura Pinto y Rita Maria Oliveira Calvário) | 1   |
| Lisboa 47 diputados (uno menos que en las elecciones de 2005)        | CDU     | 113.564 | 9,89%  | 5 (Jerónimo Carvalho de Sousa, Bernardino José Torrão Soares, Rita Rato Araújo Fonseca, José Luís Teixeira Ferreira y Miguel Tiago Crispim Rosado) | =   |
| Madeira 6 diputados                                                  | PSD     | 66.190  | 48,10% | 4 (Alberto Joao Cardoso Goncalves Jardim, Guilherme Henrique Valente Rodrigues da Silva, Vânia Andrea de Castro Jesús y Manuel Filipe Correia de Jesús) | 1   |
| Madeira 6 diputados                                                  | PS      | 26.735  | 19,43% | 1 (Bernardo Luís Amador Trindade) | 2   |
| Madeira 6 diputados                                                  | CDS-PP  | 15.300  | 11,12% | 1 (José Manuel de Sousa Rodrigues) | 1   |
| Portalegre 2 diputados                                               | PS      | 25.317  | 38,29% | 1 (Júlio Francisco Miranda Calha) | 1   |
| Portalegre 2 diputados                                               | PSD     | 15.763  | 23,84% | 1 (Cristovão da Conceicão Ventura Crespo) | 1   |
| Porto 39 diputados (uno más que en las elecciones de 2005)           | PS      | 422.558 | 41,84% | 18 (Alberto de Sousa Martins, Fernando Teixeira dos Santos, Ana Paula Mendes Vitorino, José Manuel Lello Ribeiro de Almeida, Augusto Ernesto Santos Silva, Maria do Rosario Lopes Amaro da Costa Luz Carneiro, Manuel Francisco Pizarro de Sampaio e Castro, Renato Luís de Araújo Forte Sampaio, Maria Isabel Solnado Porto Oneto, Jorge Manuel Gouveia Strecht Ribeiro, Manuel José de Faria Seabra Monteiro, Maria José Guerra Gamboa Campos, José Manuel Santos de Magalhães, Antonio Alves Marques Júnior, Luísa Maria Neves Salgueiro, Fernando Manuel de Jesús, José Manuel Pereira Ribeiro y Glória Maria da Silva Araújo) | 2   |
| Porto 39 diputados (uno más que en las elecciones de 2005)           | PSD     | 294.398 | 29,15% | 12 (José Pedro Aguiar-Branco, Miguel Jorge Reis Antunes Frasquilho, Raquel Maria Martins de Oliveira Gomes Coelho, Agostinho Correia Branquinho, Jorge Fernando Magalhaes da Costa, Maria Luísa Roseira N. Ferreira Oliveira Goncalves, Sérgio André da Costa Vieira, Luís Filipe Valenzuela Tavares Menezes Lopes, Margarida Rosa Silva de Almeida, Adriano Rafael de Sousa Moreira, Pedro Miguel de Azeredo Duarte y Carla Maria Gomes Barros) | =   |
| Porto 39 diputados (uno más que en las elecciones de 2005)           | CDS-PP  | 93.856  | 9,29%  | 4 (José Duarte de Almeida Ribeiro e Castro, João Rodrigo Pinho de Almeida, Cecília Felgueiras de Meireles Graca y Michael Lothar Mendes Seufert) | 2   |
| Porto 39 diputados (uno más que en las elecciones de 2005)           | BE      | 92.962  | 9,20%  | 3 (João Pedro Furtado da Cunha Semedo, José Borges de Araújo de Moura Soeiro y Catarina Soares Martins) | 1   |
| Porto 39 diputados (uno más que en las elecciones de 2005)           | CDU     | 57.597  | 5,70%  | 2 (José Honorio Faria Goncalves Novo y Artur Jorge da Silva Machado) | =   |
| Santarém 10 diputados                                                | PS      | 83.135  | 33,72% | 4 (Jorge Lacão Costa, Idalia Maria Marques Salvador Serrão de Menezes Moniz, João Saldanha de Azevedo Galamba y António Ribeiro Gameiro) | 2   |
| Santarém 10 diputados                                                | PSD     | 66.520  | 26,98% | 3 (José Álvaro Machado Pacheco Pereira, Vasco Manuel Henriques Cunha y Carina Joao Reis Oliveira) | =   |
| Santarém 10 diputados                                                | BE      | 29.196  | 11,84% | 1 (José Guilherme Figueiredo Nobre de Gusmão) | 1   |
| Santarém 10 diputados                                                | CDS-PP  | 27.662  | 11,22% | 1 (Filipe Tiago de Melo Sobral Lobo Davila) | 1   |
| Santarém 10 diputados                                                | CDU     | 22.722  | 9,22%  | 1 (António Filipe Gaião Rodrigues) | =   |
| Setúbal 17 diputados                                                 | PS      | 142.727 | 34,02% | 7 (José Antonio Fonseca Vieira da Silva, Eduardo Arménio do Nascimento Cabrita, Eurídice Maria de Sousa Pereira, Pedro Manuel Dias de Jesús Marques, Ana Catarina Veiga dos Santos Mendonca Mendes, Catarina Marcelino Rosa da Silva y Osvaldo Alberto Rosário Sarmento e Castro) | 1   |
| Setúbal 17 diputados                                                 | CDU     | 84.183  | 20,07% | 4 (Francisco José de Almeida Lopes, Paula Alexandra Sobral Guerreiro Santos Barbosa, Heloísa Augusta Baião de Brito Apolonia y Bruno Ramos Dias) | 1   |
| Setúbal 17 diputados                                                 | PSD     | 68.731  | 16,38% | 3 (Fernando Mimoso Negrão, Luís Filipe Alexandre Rodrigues y Maria das Mercês Gomes Borges da Silva Soares) | =   |
| Setúbal 17 diputados                                                 | BE      | 58.833  | 14,02% | 2 (Fernando José Mendes Rosa y Mariana Rosa Aiveca Ferreira) | =   |
| Setúbal 17 diputados                                                 | CDS-PP  | 38.358  | 9,14%  | 1 (Nuno Miguel Miranda de Magalhães) | =   |
| Viana do Castelo 6 diputados                                         | PS      | 51.306  | 36,26% | 3 (Rosalina Maria Barbosa Martins, Defensor Oliveira Moura y Jorge Manuel Capela Goncalves Fão) | =   |
| Viana do Castelo 6 diputados                                         | PSD     | 44.327  | 31,33% | 2 (José Eduardo Rego Mendes Martins y Luís Álvaro Barbosa de Campos Ferreira) | =   |
| Viana do Castelo 6 diputados                                         | CDS-PP  | 19.243  | 13,60% | 1 (Abel Lima Baptista) | =   |
| Vila Real 5 diputados                                                | PSD     | 51.820  | 41,09% | 3 (António Edmundo Barbosa Montalvao Machado, António Cândido Monteiro Cabeleira y Isabel Maria Nogueira Sequeira) | 1   |
| Vila Real 5 diputados                                                | PS      | 45.531  | 36,10% | 2 (Manuel Pedro Cunha Silva Pereira y José João Pinhancos Bianchi) | 1   |
| Viseu 9 diputados                                                    | PSD     | 80.706  | 37,48% | 4 (José Luís Fazenda Arnaut Duarte, António Joaquim Almeida Henriques, Teresa de Jesús Costa Santos y João Carlos Figueiredo Antunes) | =   |
| Viseu 9 diputados                                                    | PS      | 74.754  | 34,72% | 4 (José Adelmo Gouveia Bordalo Junqueiro, Acácio Santos da Fonseca Pinto, Elza Maria Henriques Deus Pais y José Rui Duarte Cruz) | =   |
| Viseu 9 diputados                                                    | CDS-PP  | 28.925  | 13,43% | 1 (José Hélder do Amaral) | =   |
| Europa 2 diputados                                                   | PS      | 7.267   | 43,31% | 1 (Paulo Alexandre de Carvalho Pisco) | =   |
| Europa 2 diputados                                                   | PSD     | 3.998   | 23,83% | 1 (Carlos Alberto Silva Goncalves) | =   |
| Resto do Mundo 2 diputados                                           | PSD     | 4.736   | 54,47% | 2 (José de Almeida Cesario y Carlos Antonio Páscoa Goncalves) | =   |